# ویلیام اس. فیشر
ویلیام اس. فیشر (به انگلیسیWilliam S. Fisher) یک سرمایه‌گذار آمریکایی، مدیر صندوق پوشش ریسک و کارآفرین است. او از سال ۲۰۰۹ مدیر گپ اینکورپوریتد بوده و بنیانگذار و مدیر اجرایی Manzanita Capital Limited است